# Уласевич Віктор Якович
Ві́ктор Я́кович Уласе́вич (1910, місто Катеринослав, тепер Дніпро Дніпропетровської області — ?) — український радянський партійний діяч, 1-й секретар Криворізького міськкому КП(б)У Дніпропетровської області. Депутат Верховної Ради Молдавської РСР 1-го скликання. Депутат Верховної Ради УРСР 2-го скликання.

## Біографія
Народився в родині робітника-каталя Брянського заводу міста Катеринослава. Закінчив початкову школу в селищі Фабрика на окраїнах Катеринослава. У 1922 році помер батько. Два роки перебував у дитячому будинку. Потім навчався на токаря в школі фабрично-заводського учнівства (ФЗУ) при Катеринославському заводі імені Петровського. У 1925 році вступив до комсомолу.
Після закінчення школи ФЗУ до 1931 року працював токарем механічного цеху Дніпропетровського заводу імені Петровського.
Член ВКП(б) з 1930 року.
Закінчив підготовчі курси та у 1935 році Дніпропетровський металургійний інститут імені Сталіна, здобув спеціальність інженера.
З 1935 по 1936 рік служив у Червоній армії.
З 1936 року працював інженером Дніпропетровського заводу імені Петровського, у 1937 році перейшов на партійну роботу. Був позаштатним пропагандистом районного комітету КП(б)У міста Дніпропетровська, секретарем Амур-Нижньодніпровського районного комітету КП(б)У міста Дніпропетровська.
До 1940 року — завідувач організаційного відділу Дніпропетровського обласного комітету КП(б)У.
У 1940—1941 роках — 2-й секретар Кишинівського міського комітету КП(б) Молдавії.
Під час німецько-радянської війни — у Червоній армії. Служив заступником начальника, а потім начальником політичного відділу бригади. Після демобілізації з Радянської армії повернувся на партійну роботу.
У серпні 1946—1948 роках — 1-й секретар Криворізького міського комітету КП(б)У Дніпропетровської області.
На 1955 рік — директор Інституту технічного навчання робітників Міністерства чорної металургії Української РСР.

## Нагороди
- орден Трудового Червоного Прапора (23.01.1948)
- орден Червоної Зірки
- медалі